# Angelika Timanina
Angelika Igorevna Timanina (Ekaterimburgo, 26 de abril de 1989) é uma nadadora sincronizada russa, campeã olímpica.

## Carreira
Angelika Timanina representou seu país nos Jogos Olímpicos de 2012, ganhando a medalha de ouro por equipes. 